# Río Negro (Chaco)
Pour les articles homonymes, voir Río Negro.
Le río Negro (de la province du Chaco) est une rivière de plaine argentine, qui naît du confluent des río Guaycurú et río Bermejito. 

## Géographie
Son cours a beaucoup changé de lit au fil du temps et a laissé des méandres et des étangs sur son parcours. 
Il est aujourd'hui pollué  par les tanneries et industries du cuir qui y déversent leurs produits chimiques.
La rivière traverse la ville de Resistencia, capitale de la province, pour laquelle elle est une rivière historique. C'est par là que sur un vapeur les premiers immigrants italiens du Frioul arrivèrent pour peupler la ville et le Chaco.
Le río Negro est très utilisé à Resistencia, pour la navigation sportive par les rameurs. 
La navigation commerciale jadis fort importante pour la province a disparu.
À la fin de son cours, le río Negro traverse La Escondida, Puerto Tirol, Resistencia et Barranqueras, où il se jette dans le Riacho Barranqueras, un bras du río Paraná.

## Tourisme
Actuellement on construit à Resistencia une promenade riveraine (paseo costanero) dans le secteur le plus peuplé de la ville. Plus près des sources, la rivière traverse le parque Nacional Chaco, où elle forme de superbes forêts de galerie. 